# Faun (entreprise)
Ne doit pas être confondu avec Faun Werke AG.
Pour les articles homonymes, voir Faun (homonymie).
FAUN Umwelttechnik GmbH & Co. KG - Faun Environnement est une entreprise allemande fabriquant notamment des camions à ordures et des balayeuses et qui fait partie du groupe Kirchhoff (de). Son siège se trouve à Osterholz-Scharmbeck, en Basse-Saxe. En 2008, elle comptait 1 052 salariés, avec un chiffre d'affaires de 243 millions d'euros.

## Histoire du groupe
À l'origine, Justus Christian Braun crée sa propre fonderie en 1845 à Nuremberg. L'entreprise produisait toutes sortes de pièces moulées en laiton, dont des cloches. À partir de 1860, elle se spécialise dans système d'extinction d'incendie en réalisant des camions de pompiers avec lesquels Braun connait un certain succès commercial.
En 1890, Les fils de Justus Braun, Christian Sigmund et Johann Friedrich Emanuel, transforment l'entreprise familiale en société par actions.
Le premier véhicule destiné à la collecte des ordures est fabriqué en 1897 ; puis, en 1908, la société lance ses premiers véhicules destinés au nettoyage des rues en même temps qu'à la collecte des ordures.
À partir de 1906, l'entreprise se consacre à la fabrication de véhicules de lutte contre l'incendie à moteur et d'autres véhicules utilitaires. En 1909, Faun rachète le constructeur automobile allemand Maurer-Union, en faillite. Maurer-Union produisait des automobiles et des camions. En 1911, l'entreprise connaît de sérieuses difficultés financières et ne peut s'en sortir qu'avec l'apport en capital du fabricant britannique de vélos et de motos "The Premier Cycle Company Ltd.", qui possède une succursale à Nuremberg-Doos. L'entreprise est alors renommée Justus Christian Braun-Premier-Werke AG.
En 1913, la société dépose le bilan et est gérée par un administrateur de faillite jusqu'à la fin de la Première Guerre mondiale. En 1914, toute la production est transférée dans l'usine Karl Schmidt de Nuremberg qui fusionne, en 1017 avec la société d'automobiles d'Ansbach AG pour donner naissance à F.ahrzeugfabriken A.nsbach u nd N.ürnberg AG, raison sociale abrégée Faun Werke AG depuis 1920.
Pendant la Seconde Guerre mondiale, l'usine FAUN va subir de graves dommages et ce n'est qu'en 1946 que la production de bennes à ordures va reprendre.
En 1969, le constructeur allemand de camions en difficulté Büssing AG s'allie avec son principal client, son compatriote MAN (qui le rachètera en 1971), vend son usine d'Osterholz-Scharmbeck à Faun Werke AG. En 1973, la production de véhicules d'ordures ménagères est délocalisée à Osterholz-Scharmbeck.
En 1994, la division véhicules spéciaux (ordures ménagères et balayeuses) est rachetée par le groupe Kirchhoff. La raison sociale change en Faun Umwelttechnik GmbH & Co. KG un an plus tard.

## Faun Environnement, en France
FAUN UT est représentée en France par FAUN Environnement depuis 1995, à la suite de la reprise par le groupe Kirchhoff (de) de la société française Carrosseries Granges Frères, fondée à Valence en 1922.
La filiale française emploie 400 salariés environ, pour un chiffre d'affaires de l'ordre de 140 millions d'euros. Le site de production, en Ardèche couvre une superficie de 13 000 m2.

## Galerie

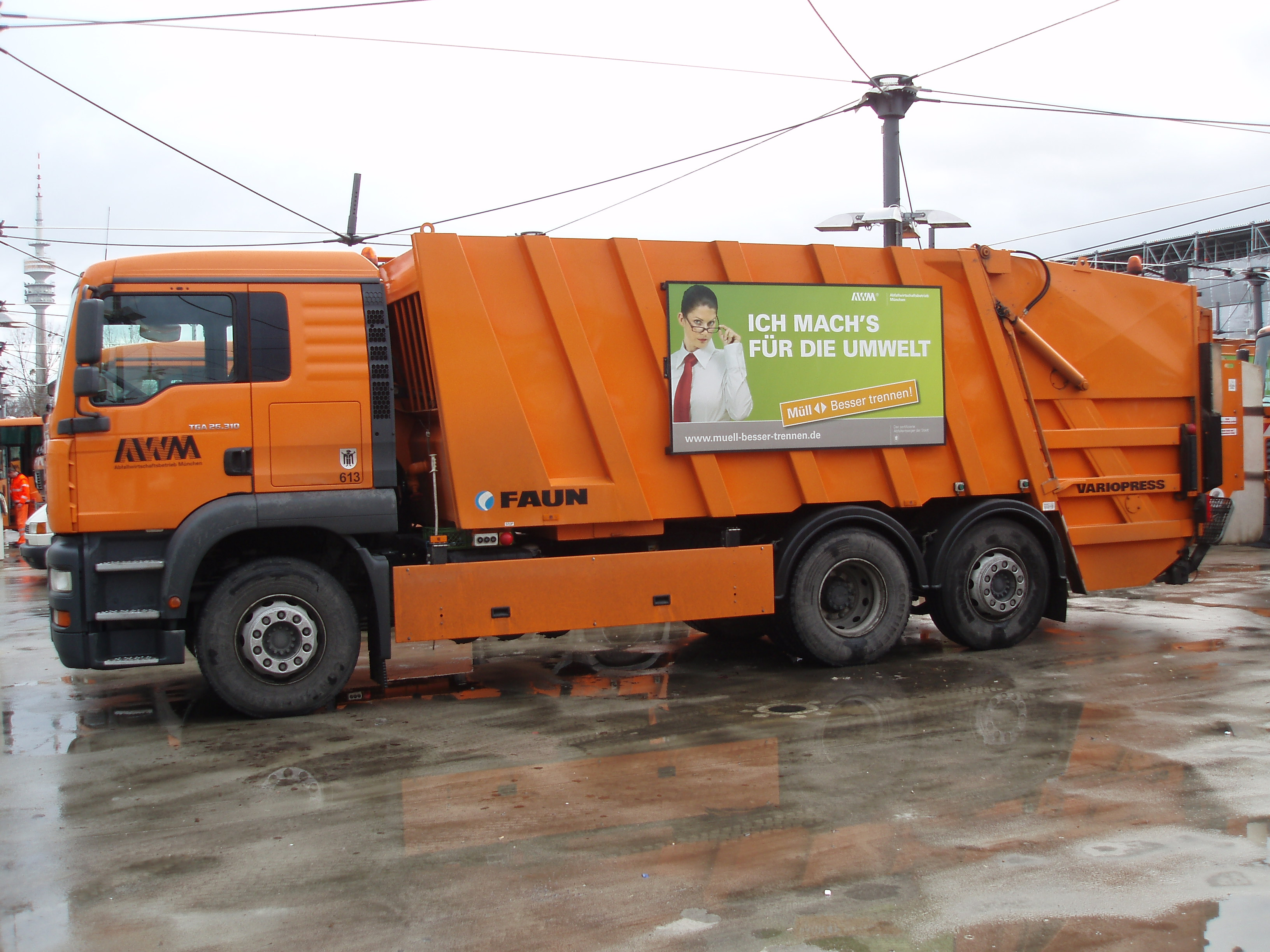
Benne à ordures de type FAUN VARIOPRESS, avec un châssis MAN.
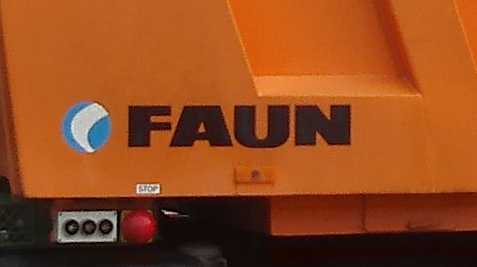
Logo de la société apposé sur une benne à ordures (ici de type VARIOPRESS.)
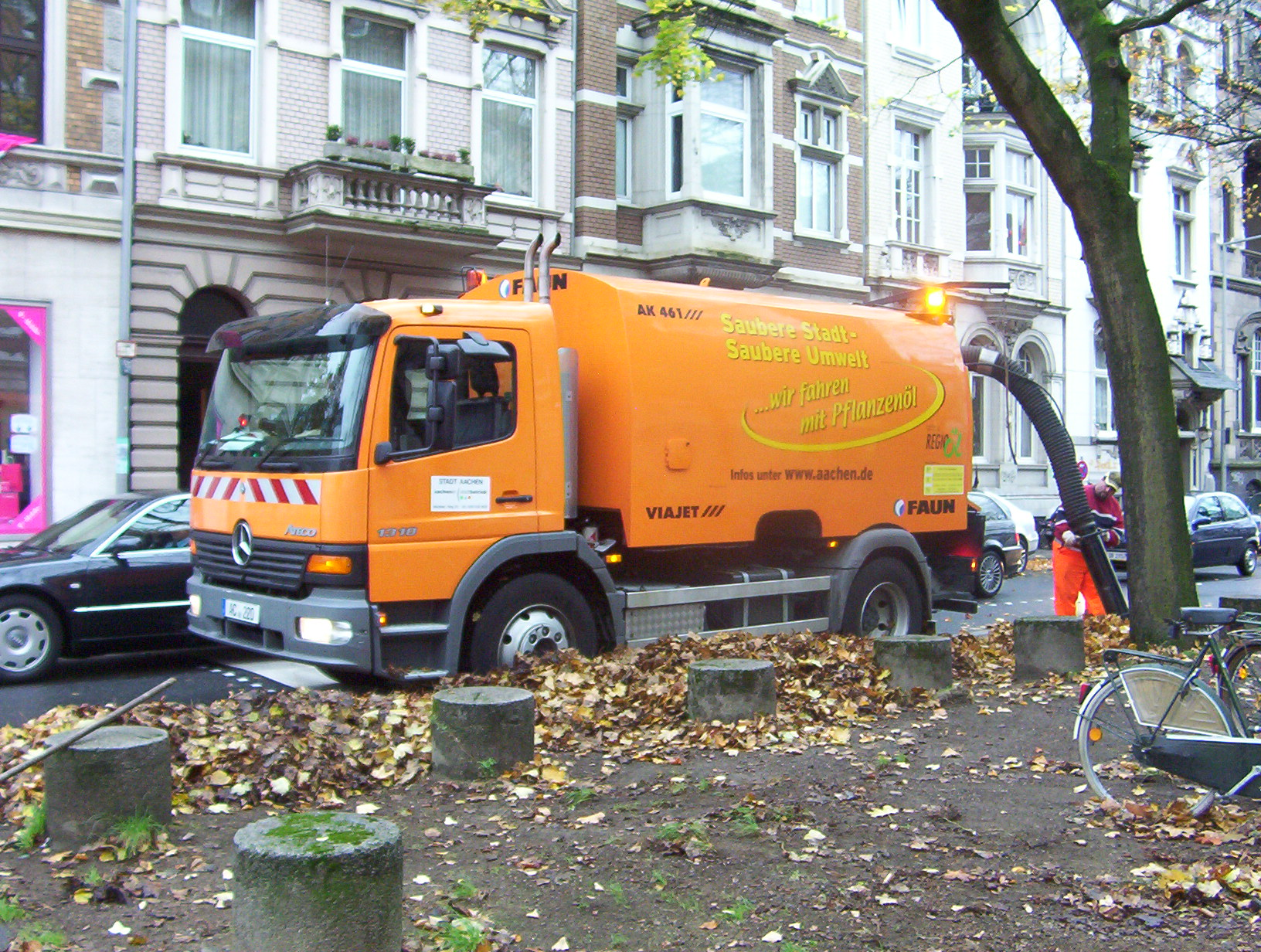
Aspirateur broyeur de feuilles mortes, de type FAUN VIAJET, avec un châssis Mercedes-Benz.
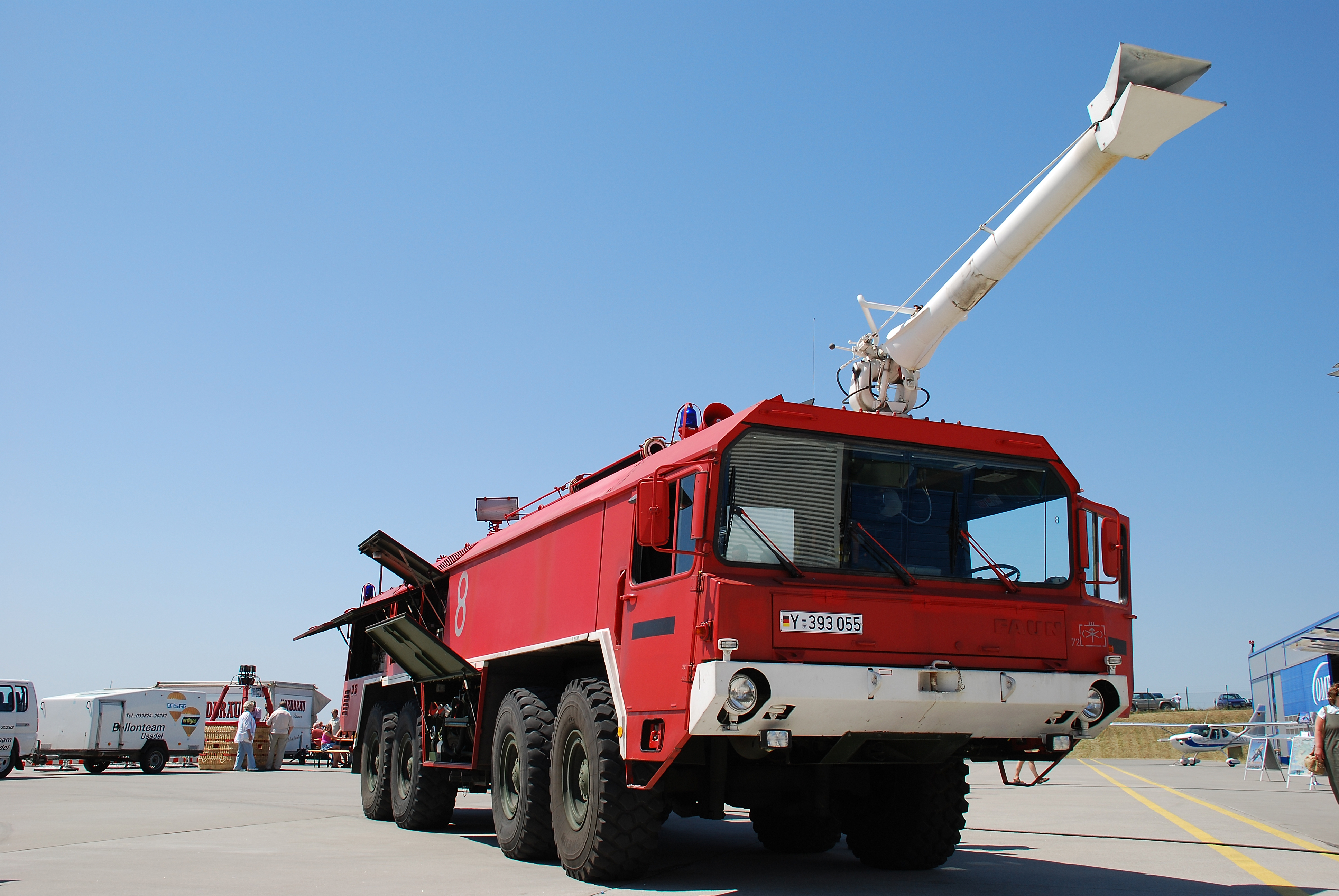
Véhicule anti-incendie à l'aéroport de Neubrandenbourg.
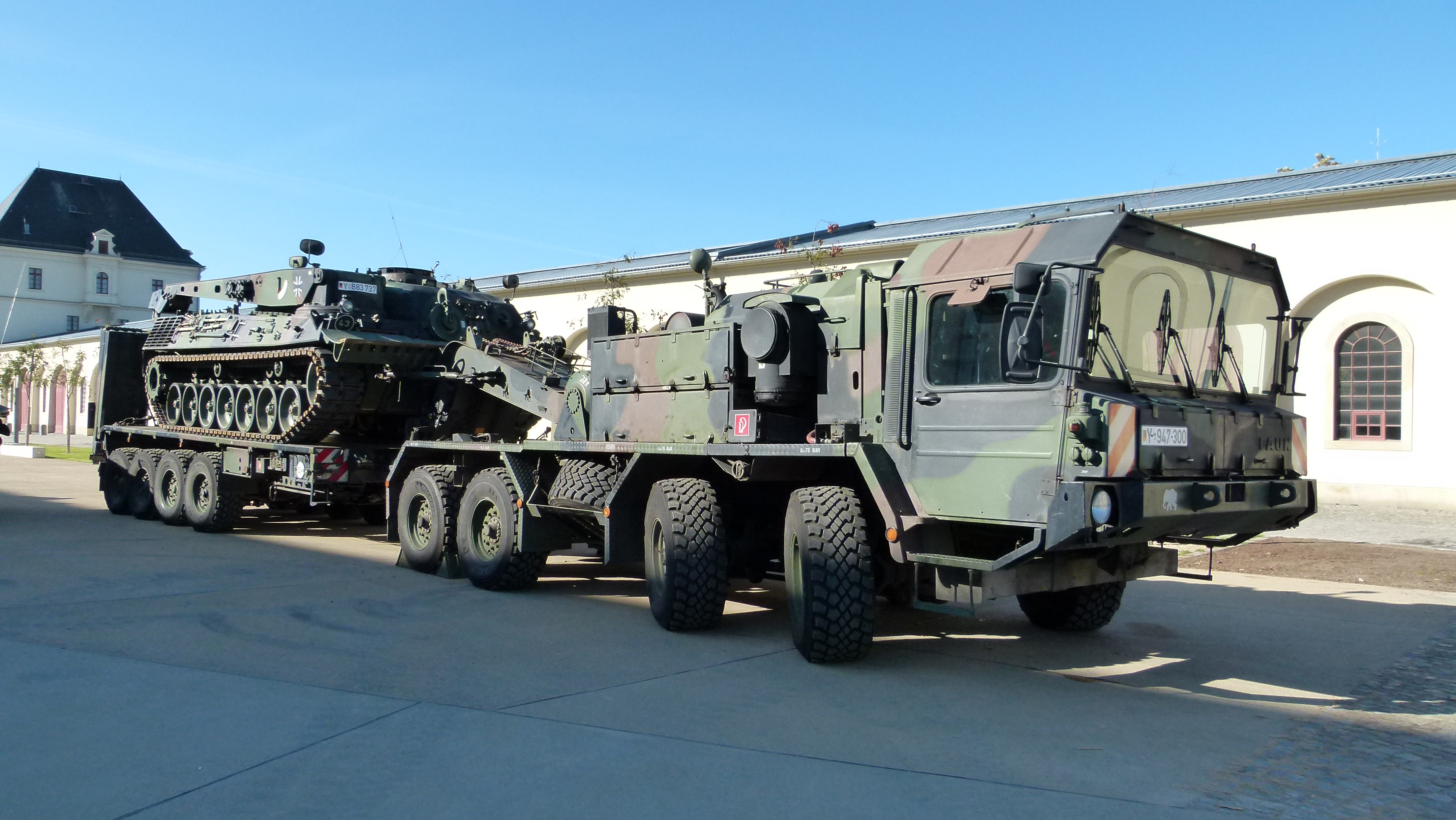
Transport de chars SLT-50 Elefant.